# Романтический национализм

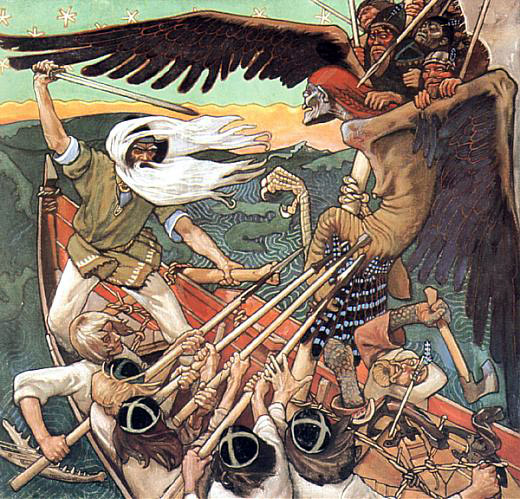
Иллюстрация к карело-финскому эпосу «Калевала» (худ. Галлен-Каллела)

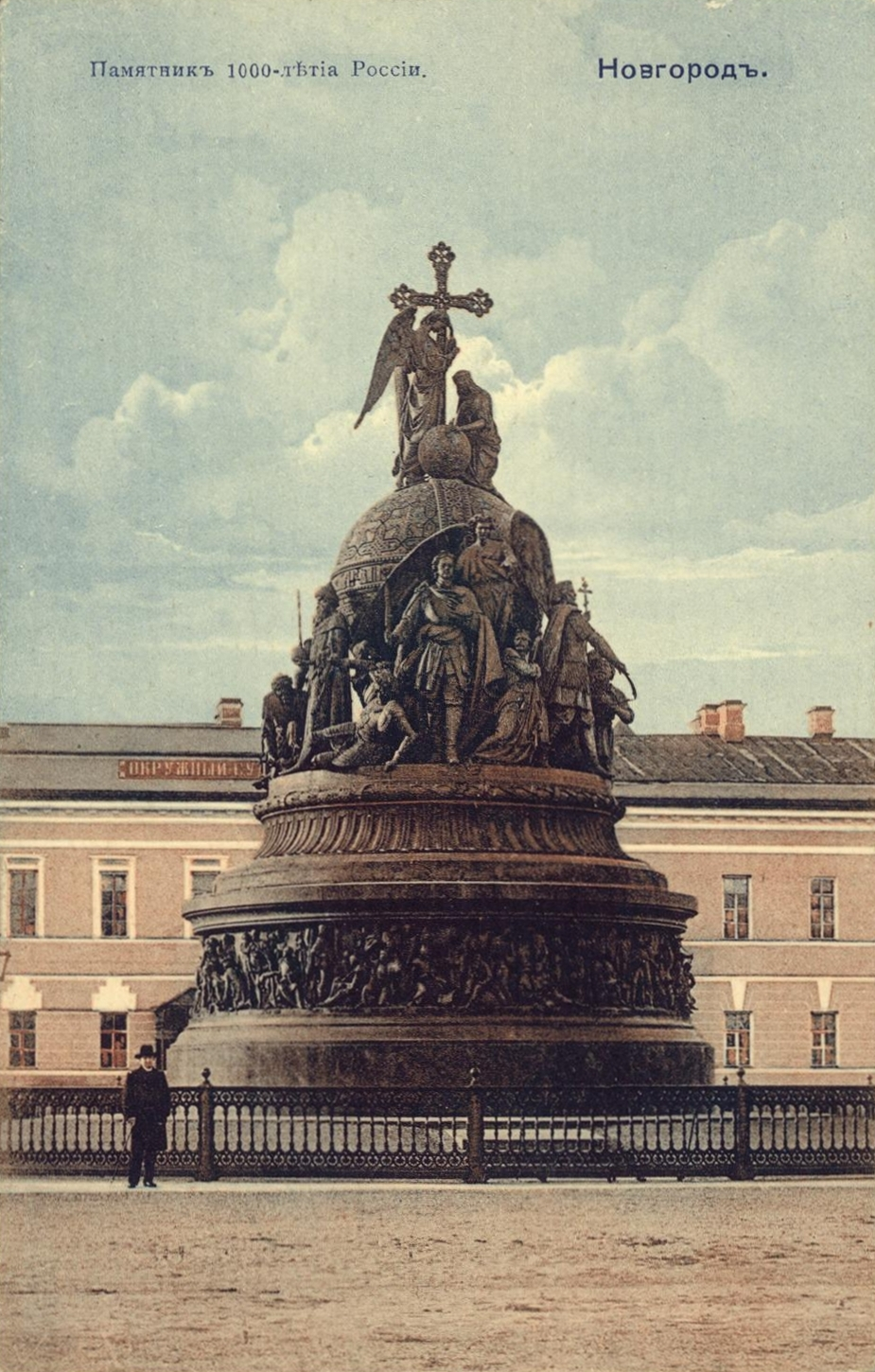
Памятник «Тысячелетие России»

Романти́ческий национали́зм (нем. Volkstum — «народность») — культурное явление XIX — начала XX веков, имеющее ряд общих черт с романтизмом. Определяющими характеристиками романтического национализма являлась убеждённость его представителей в том, что художники и интеллектуалы имеют уникальную миссию стать выразителями самобытности своей нации, и историческое мышление, выводившее идентичность нации из традиций исконной народной жизни, эпического момента национальной самоидентификации. Романтический национализм в XIX веке охватил все страны Европы и затронул большинство областей культуры, от интеллектуальной жизни и научных спекуляций до литературы и искусства.
Романтический национализм как культурологическую концепцию в значительной мере теоретически разработал и популяризовал профессор Амстердамского университета Йозеф Теодор Леерсен, под редакцией которого в 2016 году вышла двухтомная «Энциклопедия романтического национализма в Европе», доступная и в электронном варианте.
Эпоха романтизма характеризовалась неудовлетворённостью «пошлой», тривиальной современностью и увлечением прошлыми эпохами в жизни страны. Исторические романы Вальтера Скотта и других авторов стимулировали всеобщий интерес к Средневековью, к истокам национальной государственности. Наибольший интерес привлекали те исторические периоды, когда та или иная страна находилась на пике могущества: например, в Скандинавии это была эпоха викингов, а в Польше — времена шляхетской «золотой вольницы».

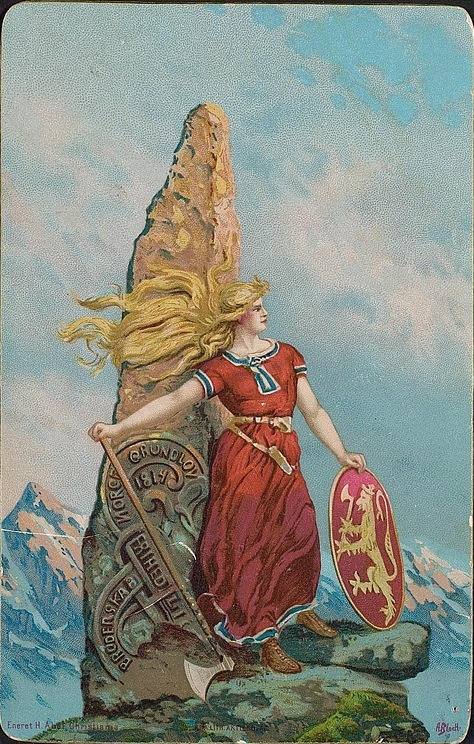
В год обретения Норвегией независимости она представлялась местным художникам как дева-воительница времён викингов

Исторический аспект романтизма дополнялся лингвистическим. В качестве силы, сплачивающей нацию в единое целое, рассматривалась не только историческая традиция, но и наличие общего языка. Началось составление словарей «живого» и «народного» языка (в России это был словарь Даля) и переработка на его основе литературной нормы. В таких странах, как Норвегия и Греция, движение за «очищение» языка от «чужеродных» привнесений имело весьма далекоидущие последствия, став основой для складывания современного литературного языка.
Одновременно с изучением языка шёл сбор и изучение народных преданий, сказок, былин, поговорок и т. д. Первопроходцами в этом отношении стали братья Гримм. Велась активная публикация средневековой литературы эпического склада, в которой якобы наиболее полно выразился «дух народа». В Германии распространялся культ «Песни о Нибелунгах», в Британии — «Беовульфа», во Франции — «Песни о Роланде», в Швеции — «Саги о Хервер», в России — «Слова о полку Игореве». Отсутствие в стране средневекового эпоса компенсировалось написанием стилизаций под него (пример — финская «Калевала»). Одним из символов формирования национальной идентичности во времена Иосифа II в 1770—1780 годы стала немецкая национальная опера, особенно после закрытия итальянской оперы в Вене. Схожую маркерную роль играл «романтический балет» в Англии, Италии, Франции и России.
Теоретическим обоснованием всплеска национального чувства служили учения немецких философов — Гегеля, Гердера, Фихте. Из словаря немецких авторов был позаимствован термин «народность». В школах и университетах насаждался культ извлечённых из исторического континуума «великих событий» и «великих людей», таких, как Куликовская битва в России или Вильгельм Телль в Швейцарии. Если в более раннюю эпоху памятники на улицах и площадях увековечивали монархов, то романтический национализм сместил упор на сохранение памяти о национальных героях. Правительства поощряли археографические и археологические исследования. Большой резонанс получали громкие археологические находки (например, раскопки Чёрной могилы под Черниговом или королевских курганов Уппсалы). 

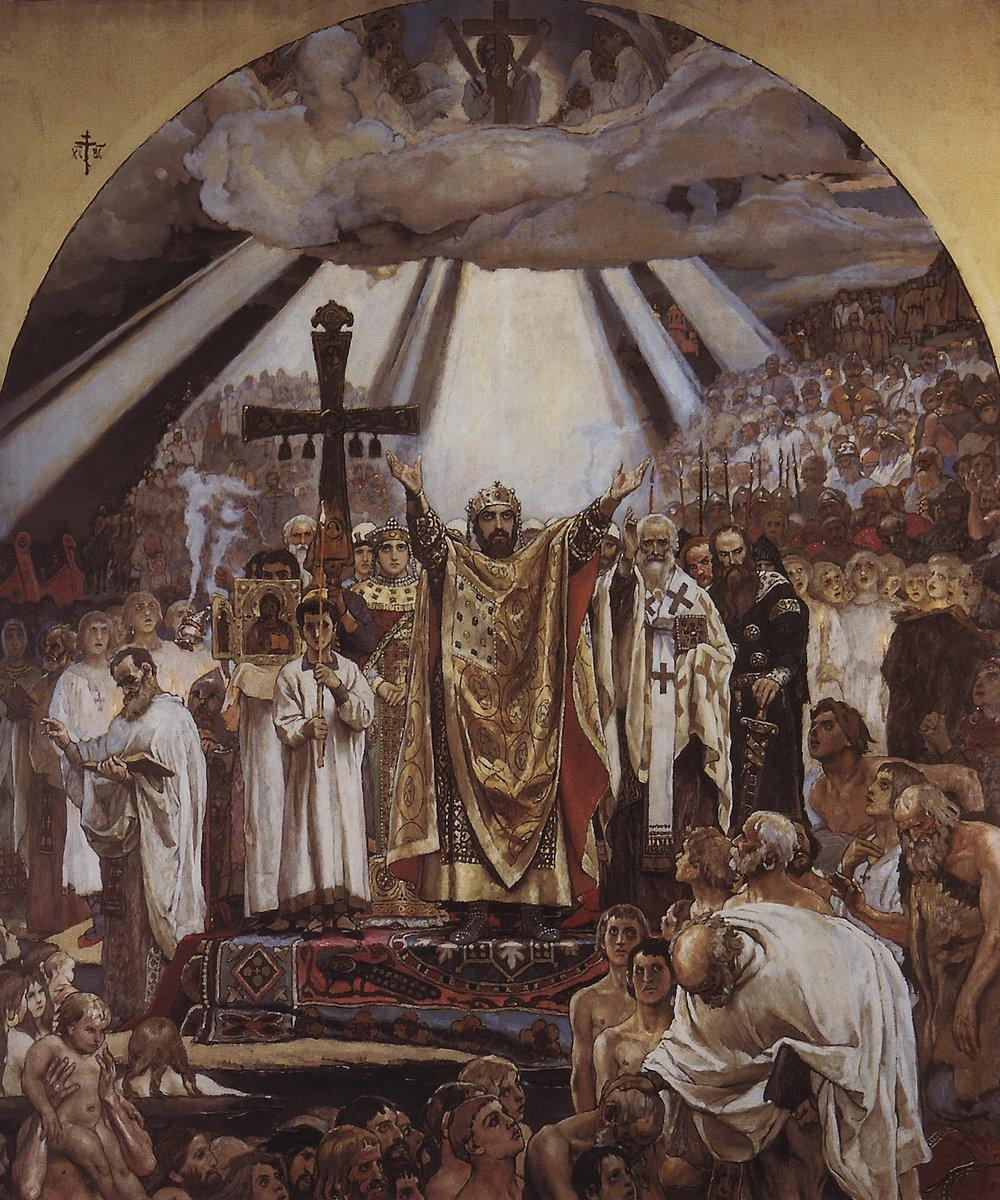
Виктор Васнецов. «Крещение Руси»

Изучение материальной культуры прошлых веков позволяло реконструировать облик того времени на театральных подмостках и в исторических полотнах. Отсюда — расцвет исторической живописи на национальные темы (Матейко, Арбо, Васнецов). Значимые общественные здания (даже современного назначения, как, например, вокзалы) трактовались как витрина национального архитектурного стиля: в Западной Европе — неоготики, в Северной Европе — северного модерна (национального романтизма), в Испании — неомавританского стиля, в России — неорусского стиля. Интерес к народной музыке придавал национальную окраску музыке таких композиторов, как Глинка, Сметана, Григ, участники «Могучей кучки».
Романтический национализм особенно мощно проявил себя в странах Восточной и Северной Европы. В эпоху Просвещения национальные элиты этих стран ориентировались на французские и немецкие образцы, списывая национальные традиции на пережитки средневекового варварства. Подъём национального самосознания вылился в освободительные движения в Греции и Бельгии, придал особую остроту прокатившейся по Европе революционной волне 1848—1849 годов. В связи с формированием доктрины национального самоопределения политическим идеалом многим виделось мононациональное государство (ср. сионизм).
Националистические идеологии вроде славянофильства были чреваты перехлёстами: на правом конце политического спектра они зачастую перетекали в проповедь национального превосходства либо в имперский национализм. Местные диалекты зачастую рассматривались как угроза для национального единства и ущемлялись; в Российской империи дело доходило до запретов на печатание книг на языках национальных меньшинств. Актуальность приобретали проекты расширения национальных границ наподобие Великой Румынии и Великой Болгарии (ср. панславизм, пантюркизм, пангерманизм). В условиях унижений Первой мировой войны эти явления дали начало реваншистско-националистическим течениям в политической жизни Европы (см. фашизм).